# Ein Sonntagnachmittag auf der Insel La Grande Jatte
Ein Sonntagnachmittag auf der Insel La Grande Jatte (französisch Un dimanche après-midi à l’Île de la Grande Jatte) ist ein Gemälde des französischen Malers Georges Seurat (1859–1891) von 1884–1886. Das Bild, das dem Post-Impressionismus bzw. Pointillismus zugeordnet wird, hängt heute im Art Institute of Chicago.

## Beschreibung
Das Bild zeigt Personen aus unterschiedlichen gesellschaftlichen Schichten unter einem strahlenden Sommerhimmel am Ufer der Seine im Paris des späten 19. Jahrhunderts. Die Île de la Jatte ist eine etwa zwei Kilometer lange Seine-Insel im Westen von Paris. Den Namen La Grande Jatte (die große Schale) besitzt sie wegen ihrer langgezogenen Form mit spitzen Enden.
Dargestellt sind von links nach rechts:
Vordergrund
- ein Pfeife rauchender Kanufahrer (Bootsmann),
- ein bürgerliches Paar
- ein schwarzer Hund,
- ein springender kleiner Hund (Mops),
- ein Paar in statuenhafter Strenge (die Frau im Kleid mit Turnüre und einem Affen an der Leine)

Mittelgrund
- Anglerin mit zuschauender Freundin,
- eine Amme und ein älterer Mann (eine alte Großmutter) unter einem Sonnenschirm,
- ein roter Schmetterling
- eine junge Frau mit rotem Sonnenschirm und einem kleinen, weißgekleideten Kind
- zwei Mädchen (die eine mit Sonnenschirm, die andere mit Blumenstrauß)

Hintergrund
- ein Mann mit Horn[2],
- zwei Soldaten,
- ein seilhüpfendes Mädchen
- ein sich umarmendes Paar
- weitere, kaum erkennbare Figuren.
- mehrere Segelboote und ein Ruderboot mit vier Männern und einer Steuerfrau, die einen Sonnenschirm hält.

## Kommentar

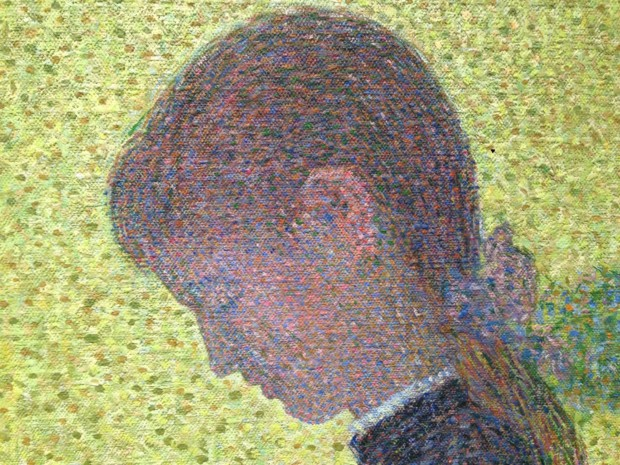
Ausschnitt aus dem Gemälde: Kopf des Mädchens mit dem Blumenstrauß. Die optische Mischung der rosafarbenen und blauen Punkte ergeben von weitem gesehen im Auge des Betrachters ein rötliches oder bläuliches Grau.

In diesem Bild wandte Seurat zum ersten Mal mit wissenschaftlicher Strenge die Theorie der optischen Mischung an. Entsprechend der Zerlegung der Farben durch ein Prisma (Dispersion) zerlegte er beispielsweise das Grün einer Wiese in gelbe und blaue Punkte. Erst im Auge des Betrachters entsteht der Farbeindruck Grün.
Seurat vermied weitgehend Überschneidungen der Dargestellten, sodass sie wie Silhouetten erscheinen. Aus dem Bild ist jegliche Spontaneität verbannt, sodass die Personen wie steife Puppen wirken. Der Schweizer Autor Pierre Courthion bezeichnete Seurat als einen „Maler der Vertikalen“ und merkte zu seinem Stil an: „Man sagte mit Recht, fast jede Figur in Seurats Bildern sähe so aus, als sei ihr immer wieder gesagt worden: ‚Halte Dich gerade!‘“ Durch die Technik des Pointillismus, einer Malweise, an deren Entwicklung Seurat maßgeblich beteiligt war, besteht das Bild aus winzigen, im Raster gesetzten Punkten.
Charles Angrand, der Seurat bei der Arbeit an dem Bild zusah, berichtet über dessen Malweise: „Auf Seurats Palette herrschte immer Ordnung: drei Stränge Weiß neben dem Daumen, jeder für die Mischung mit einer der drei Primärfarben Rot, Gelb, Blau bestimmt.“ Die Farben stimmte er nach Abstufungen von hell-dunkel, warm-kalt und nach den Komplementärfarben ab.
Kunstkritiker Jules Christophe schrieb 1890 in der Seurat gewidmeten Nummer 368 der Zeitschrift Les Hommes d’aujourd’hui (deutsch: „Die Menschen von heute“) in einem von Seurat persönlich mitgestalteten Artikel:

„An einem Nachmittag unter flimmerndem Sommerhimmel sehen wir die glitzernde Seine, elegante Villen am gegenüberliegenden Ufer, kleine, auf dem Fluß dahingleitende Dampfschiffe, Segelboote und ein Ruderboot. Unter den Bäumen, ganz in unserer Nähe, gehen Leute spazieren, andere sitzen oder liegen faul im bläulichen Gras. Einige angeln. Wir sehen junge Mädchen, ein Kinderfräulein, eine alte Großmutter unter einem Sonnenschirm, die aussieht wie Dante, einen Bootsmann, der faul hingestreckt seine Pfeife raucht und dessen Hosenbeine von der hellen Sonne regelrecht verschlungen werden. Ein dunkelvioletter Hund schnuppert am Gras, ein roter Schmetterling fliegt umher, eine junge Mutter geht mit ihrer kleinen Tochter spazieren, die ganz in Weiß gekleidet ist und eine lachsfarbene Schärpe trägt. Nahe dem Wasser stehen zwei Kadetten der Militärschule Saint-Cyr. Ein junges Mädchen bindet einen Strauß; ein Kind mit rotem Haar und blauem Kleid sitzt im Gras. Wir sehen ein Ehepaar mit seinem Baby und ganz rechts das hieratische, aufsehenerregende Paar, einen jungen Geck mit seiner eleganten Begleiterin am Arm, die einen purpur-ultramarinfarbenen Affen an der Leine führt.“

## Humorvolle Details

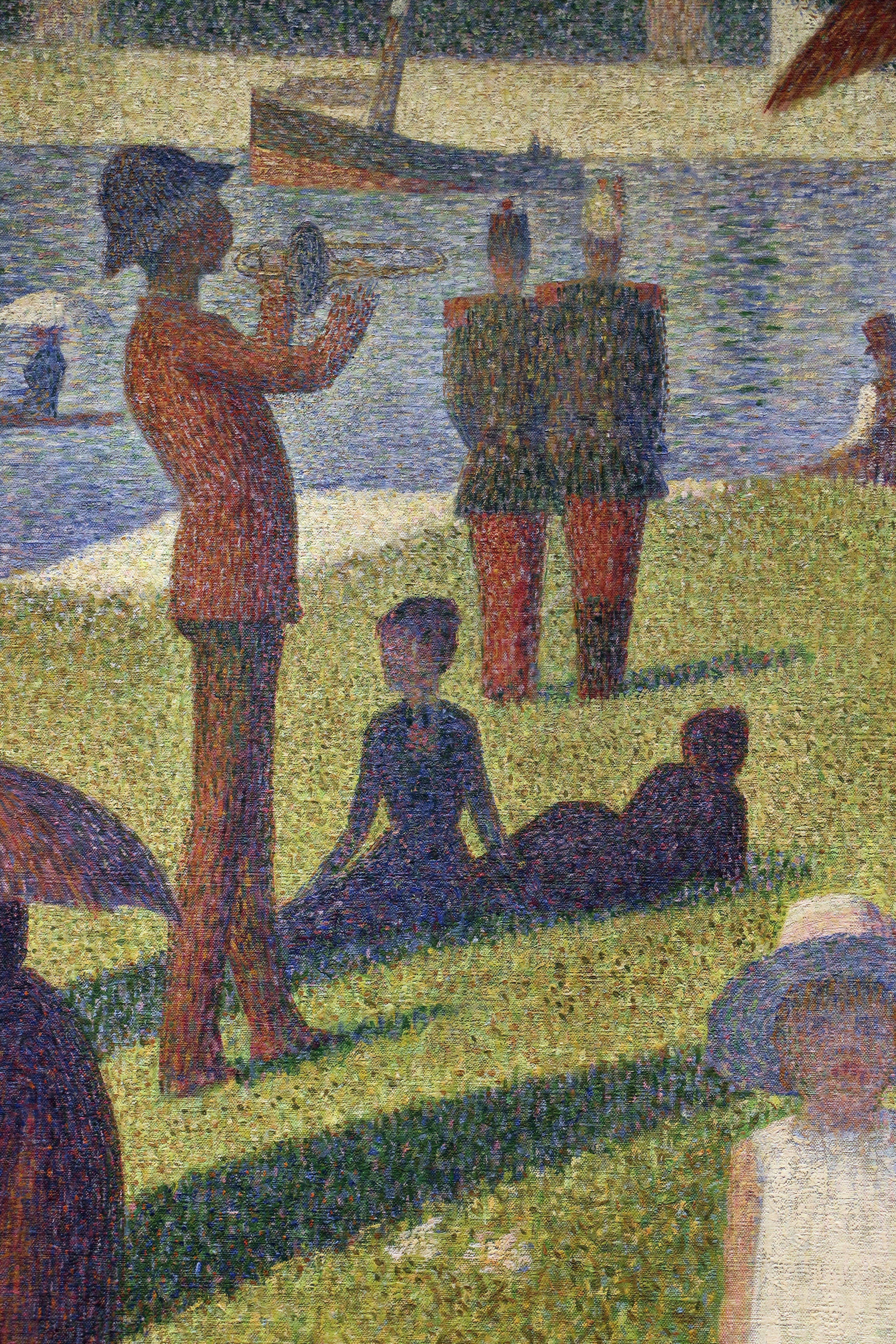
Ausschnitt aus dem Gemälde: Steuerfrau, Hornist, Dampfschiff und zwei Soldaten

Im Kreis der seriös und hochgeschlossen gekleideten Personen fällt der Kanufahrer auf, der an prominenter Stelle ganz vorne links auf der Wiese lagert. Er ist leger gekleidet. Statt Zylinder trägt er eine Schirmmütze und statt Frack ein ärmelloses Hemd. Dann fällt im Mittelgrund der Mann mit einem Horn auf. Er ist nach rechts gewandt und scheint den beiden Soldaten direkt den Schall in die Ohren zu blasen. Doch der Schallbecher ist in Richtung Bläser gerichtet und die Soldaten stehen auch etwas weiter hinten. Außerdem ist sicher ungewöhnlich, dass sich vier Ruderer von einer Steuerfrau mit Sonnenschirm befehligen lassen und dass dahinter ein Dampfer friedlich in der Seine versinkt.

## Interpretation
Seurat möchte vor allem die wissenschaftlichen Erkenntnisse der Wahrnehmung (Dispersion, Simultankontrast, optische Mischung) verdeutlichen. Er will bewusst machen, wie man eigentlich sieht und damit etwas Dauerhaftes schaffen. Daneben kritisiert er die moderne Pariser Gesellschaft, ihre Beziehungslosigkeit und Entfremdung, ihre arrogante, auf Äußerlichkeit und Künstlichkeit bedachte Etikette. Doch obwohl jeder für sich alleine und einsam bleibt, möchte Seurat auch die geordnete, harmonische, ruhige Stimmung eines schönen Sonntagnachmittags wiedergeben.

## Geschichte

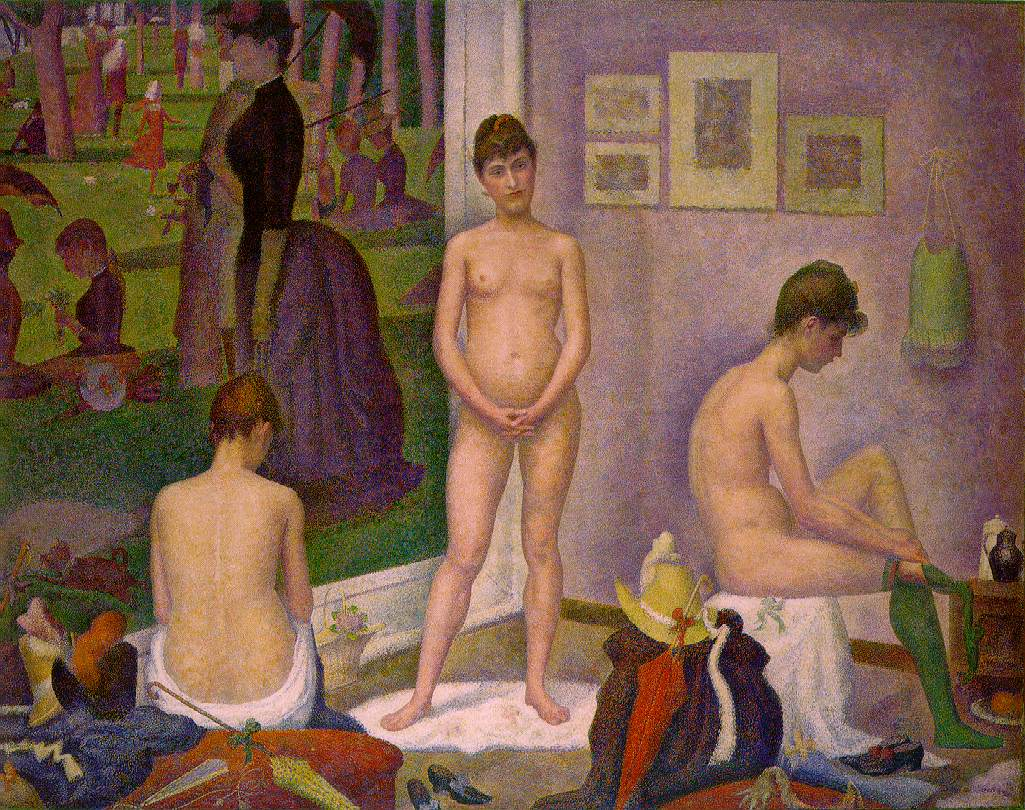
Als Hintergrund für Les Poseuses (Die Modelle, 1888) werden die Größenverhältnisse des Bildes erkennbar

Seurat vollendete im Jahr 1884 Die Badenden in Asnières (Baigneurs à Asnières), die von der Jury des Pariser Salons zurückgewiesen wurden. Im Sommer des gleichen Jahres begann er mit seinen Vorstudien zu Ein Sonntagnachmittag auf der Insel La Grande Jatte. Im Dezember stellte er bei den Indépendants noch einmal Die Badenden zusammen mit Studien zur Grande Jatte aus.
Wie Seurat selbst in einem Brief an den Kritiker Félix Fénéon vom 20. Juni 1890 erklärte, vollendete er seine ersten Studien für diese monumentale Komposition gleichzeitig mit den Anfängen, sie zu malen. Paysage, homme assis ist in der Tat Teil einer Reihe von Öltafeln, die auf dem Gelände von La Grande Jatte, einer kleinen Insel in der Seine, eine kurze Fahrt nordwestlich von Paris, während eines Zeitraums von sechs Monaten ab Mai 1884 angefertigt wurden. Der Künstler bezog sich auf diese Skizzen – achtundzwanzig Öl-auf-Holz-Tafeln, drei größere Gemälde und insgesamt achtundzwanzig Zeichnungen – während er in seinem Atelier an der größeren Komposition arbeitete, gleichzeitig diese kleineren Arbeiten vollendete und das größere Gemälde weiter perfektionierte.
Nachdem Seurat den ganzen Winter an dem Bild Grande Jatte gearbeitet hatte, überarbeitete er es im Frühjahr 1885 und vollendete es im März 1885. In der endgültigen Fassung ist der liegende Kanufahrer mit Schirmmütze weiter ausgeführt wie auch die Figuren des Hintergrundes. Das Bild hat an Klarheit und an exakter Gestaltung gewonnen, dafür fehlt aber jegliche Spontaneität.
Von 15. Mai bis 15. Juni nahm Seurat an der letzten Gruppenausstellung der Impressionisten teil, wo Grande Jatte für Aufregung sorgte. Arsène Alexandre berichtete über die Reaktion der Öffentlichkeit auf dieses Bild: „Beim ersten Anblick erschraken die Betrachter. Alles war neu an diesem riesigen Bild: die kühne Konzeption und die Technik, von der bisher niemand eine Vorstellung hatte. Das also war der berühmte Pointillismus.“
Das Bild wurde im Salon des Indépendants gezeigt, wo die Reaktionen ebenfalls heftig waren: „Es gab viel Geschrei, auf dem Kampfplatz aber wartete schon der Sieg. Der Erfolg wurde unverzüglich in La Vogue gefeiert, in einem klugen, logischen und kenntnisreichen Aufsatz von Félix Fénéon.“
Die 1888 vollendete große Fassung von Die Modelle zeigt im Hintergrund das Gemälde La Grande Jatte.

## Vorbereitende Studien
Seurat erklärte selbst in einem Brief, dass er am Himmelfahrtstag 1884 sowohl die Studie wie das Bild Grande Jatte begann. Seurat fertigte vor Ort auf der Insel Grande Jatte 29 Zeichnungen, 30 Ölskizzen auf Holz und drei auf Leinwand. Aus der Synthese dieser zahlreichen Augenblicke, Beobachtungen und Details entstand das große Kunstwerk im Atelier. Doch bis zur endgültigen Fassung war noch ein langer Weg. Manche Elemente wurden entfernt, andere verändert, wieder andere hinzugefügt. So trat an die Stelle der sitzenden Frau im Vordergrund später die Spaziergängerin mit dem Affen an der Leine. 

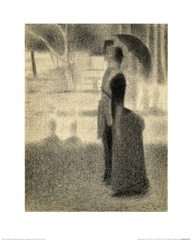
Das Paar (Studie zur Grande Jatte), 1884/1995, Kreidezeichnung.
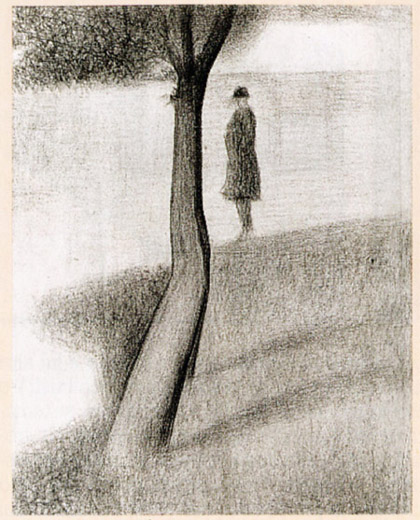
Mann neben einem Baum (Studie zur Grande Jatte), 1884/1885, Kreidezeichnung.
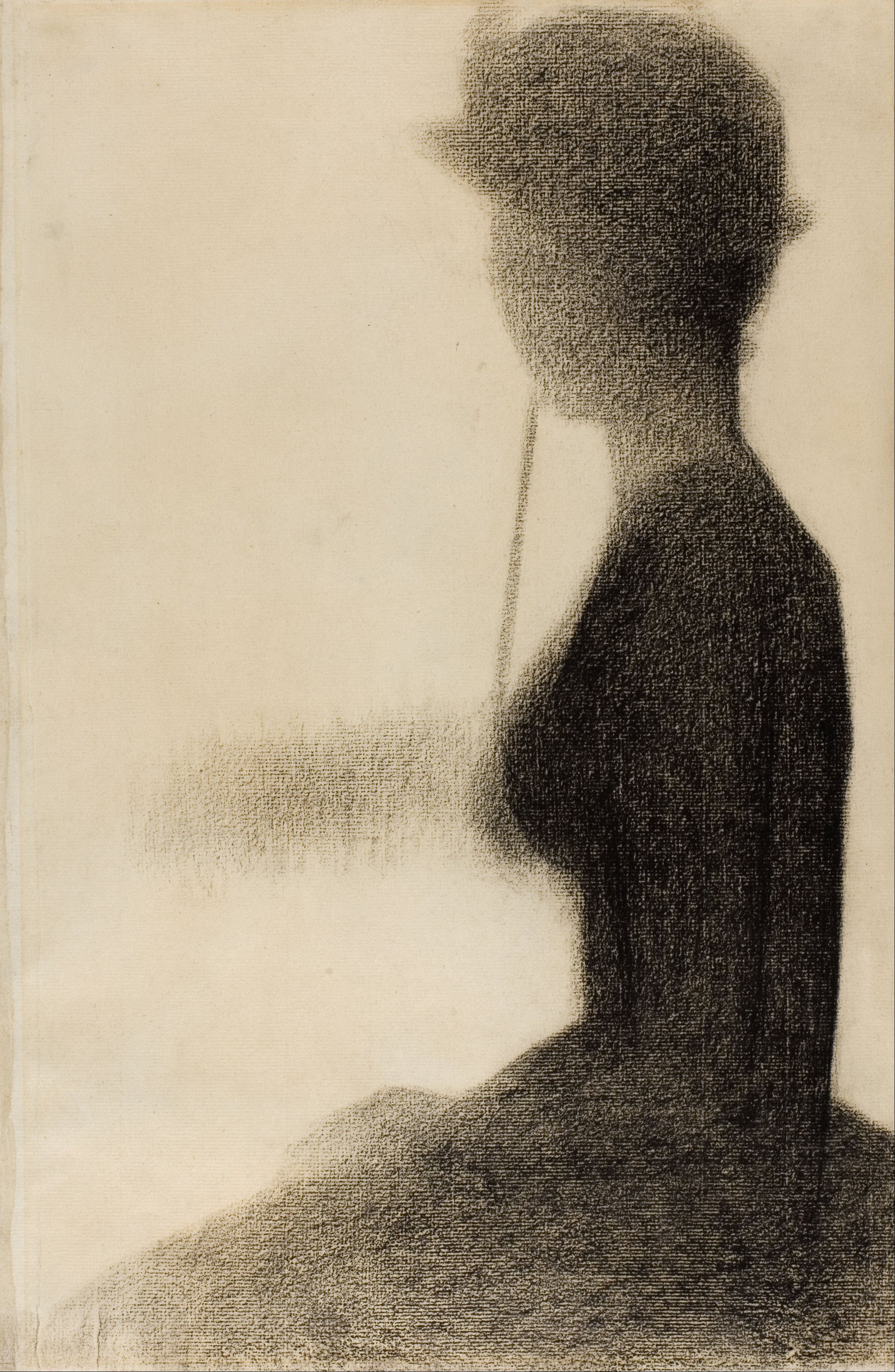
Sitzende mit Sonnenschirm (Studie zu Grande Jatte) 1884/1885, Kreidezeichnung.
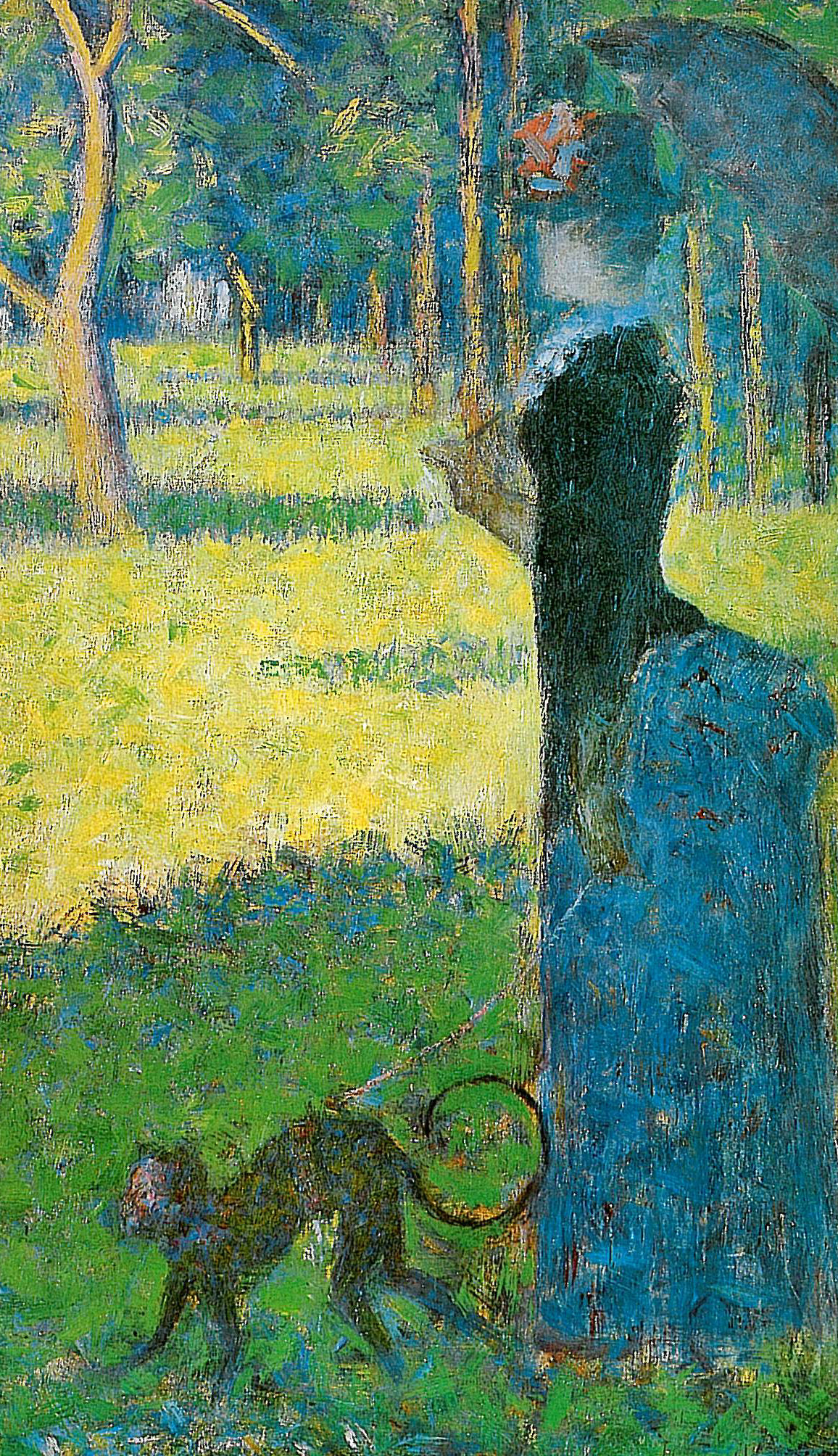
Frau mit Affe (Studie zur Grande Jatte), 1884/1885, Öl auf Holz.
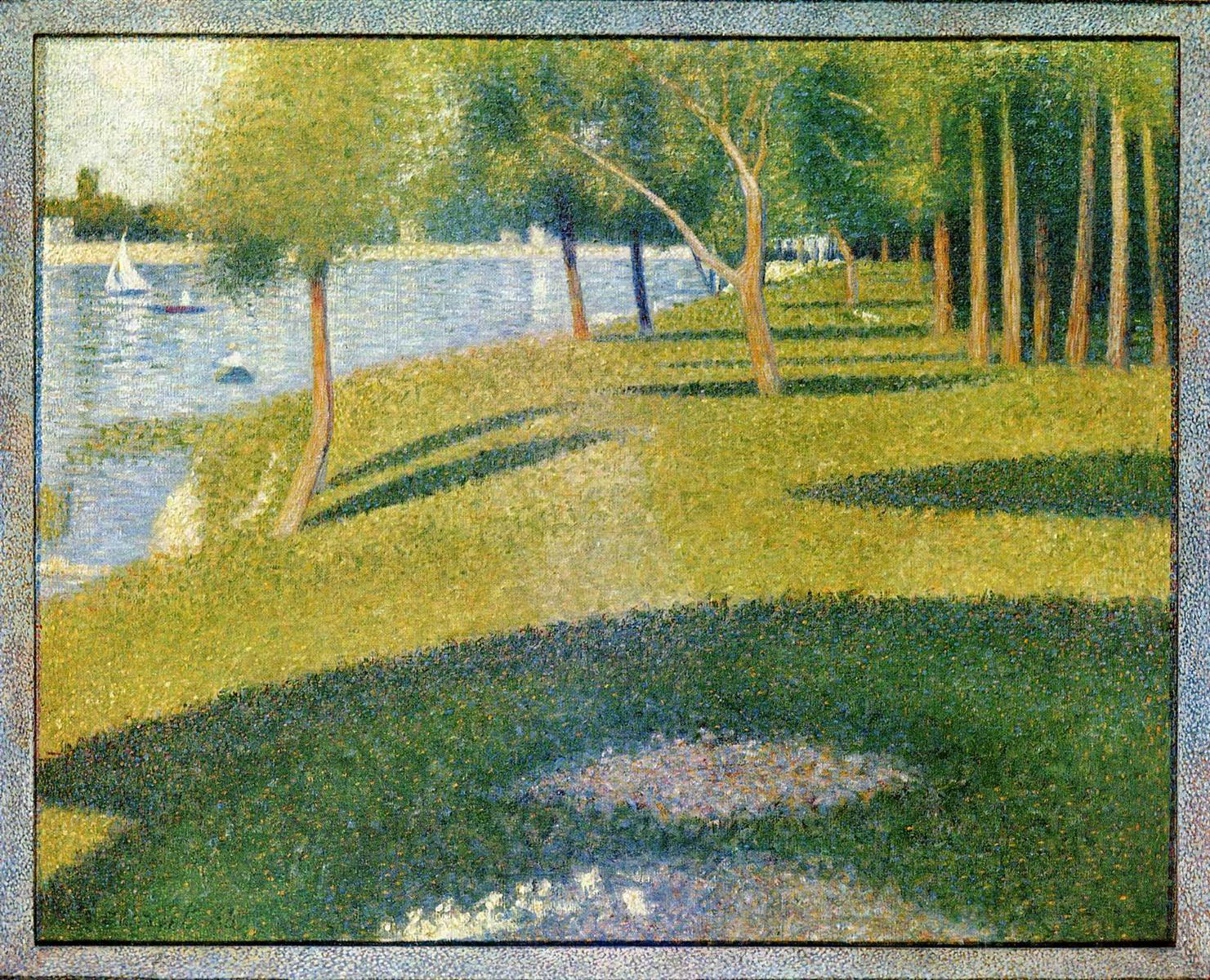
Landschaftsstudie ohne Menschen (Studie zur Grande Jatte), 1884, Öl auf Leinwand.
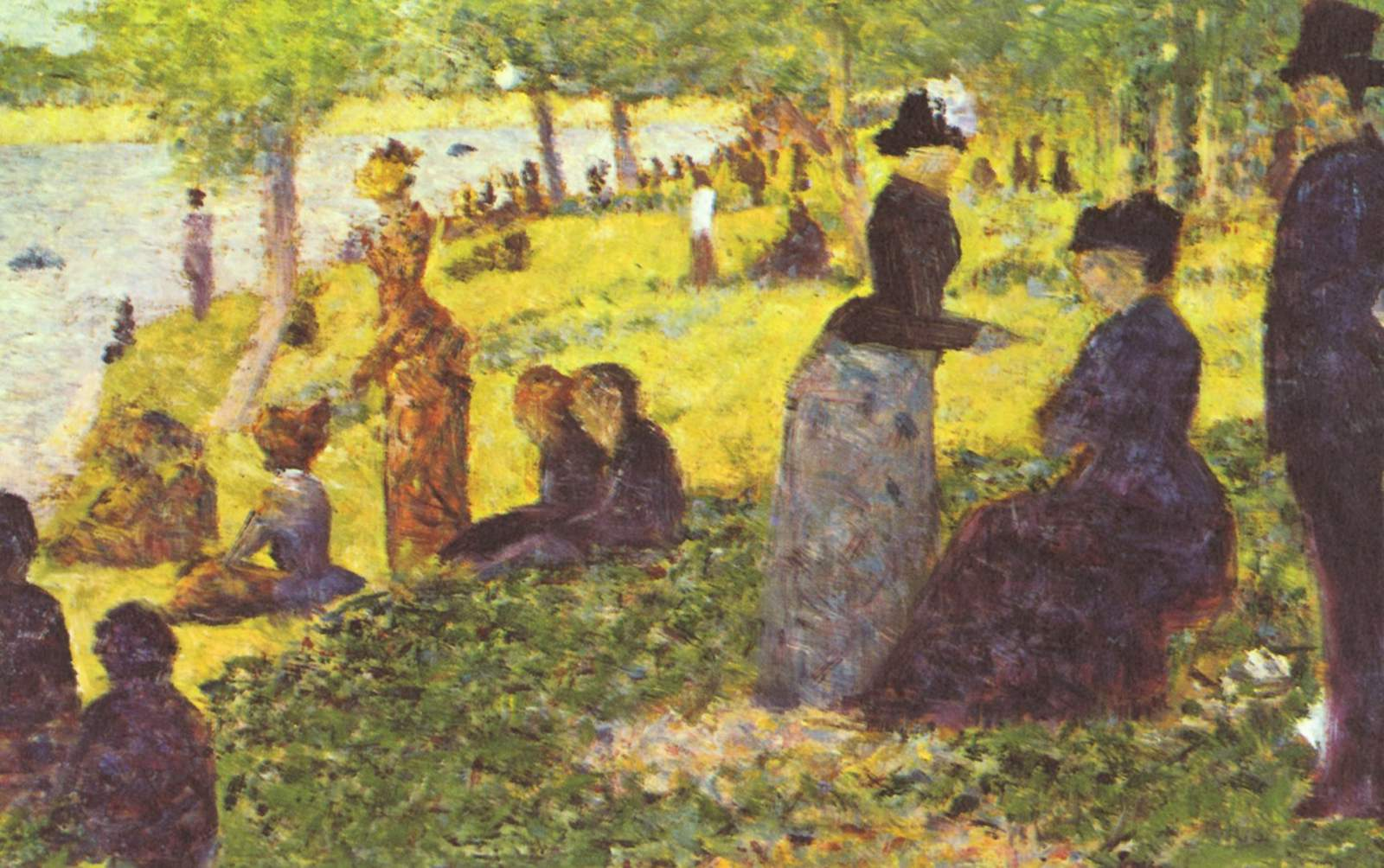
Die Insel La Grande Jatte mit Ausflüglern, 1884, Öl auf Holz.
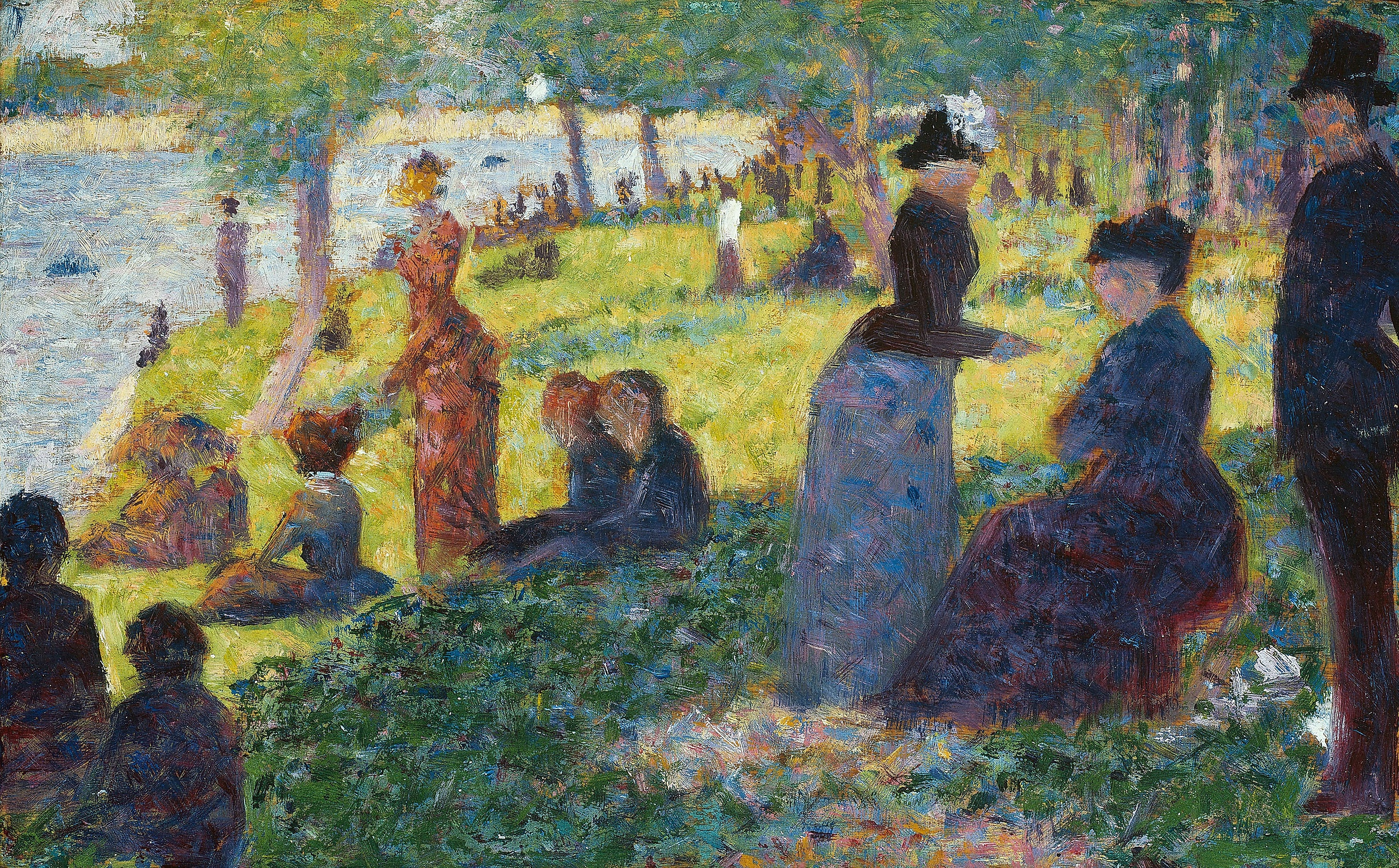
Letzte Studie, 1884/1885, Öl auf Holz.

## Malmaterialien
Seurats Innovation lag nicht in der Benutzung besonderer Malerfarben, sondern in der Art ihrer Anwendung. Er verwendete die üblichen Pigmente seiner Zeit, wie beispielsweise Schweinfurter Grün, Kobaltblau oder Zinnober. Eine illustrierte Pigmentanalyse dieses Gemäldes findet man bei ColourLex oder im Farbenbuch.
Er verwendete auch das zu dieser Zeit neue Pigment Zinkgelb, vor allem für das sonnenbeschienene Gras in der Mitte der Komposition. Dieses Pigment ist jedoch hochgradig instabil und ändert seine Farbe zu schmutzigem orange-braun, was sich bereits kurze Zeit nach der Fertigstellung des Gemäldes bemerkbar machte. Die Erkenntnisse über die Art der Verfärbung dieses Pigments wurden mit den Forschungsergebnissen über das natürliche Altern der Pigmente kombiniert und für eine digitale Verjüngungskur für dieses Gemälde eingesetzt.

## Rezeption
Das Bild liefert die Basis für das Broadway-Musical Sunday in the Park with George (1984) von Stephen Sondheim, das als eines der bedeutendsten Werke des Komponisten gilt und mit mehreren Preisen ausgezeichnet wurde, darunter dem Pulitzer-Preis, zwei Tony Awards und dem Laurence Olivier Award.
Der New Yorker Künstler James Rizzi hat Sunday Afternoon On The Island Of La Grande Jatte als 3D-Kunstwerk gestaltet.

## Provenienz
Das Gemälde verblieb nach Seurats Tod 1891 im Besitz seiner Mutter Ernestine Feivre Seurat (1828–1899). Im Jahr 1900 verkaufte Seurats älterer Bruder Émile Seurat (1846–1906) das Bild für 800 Francs an den Fabrikanten Léon Casimir Brû (1837–1918), der es seiner Tochter Lucie (1876–1925) schenkte. Diese verkaufte es 1924 an die Galerie Vildrac in Paris. Charles Vildrac verkaufte es im selben Jahr für etwa 24.000 US-Dollar an das Chicagoer Sammler-Ehepaar Helen Birch Bartlett (1883–1925) und Frederic Clay Barlett (1873–1953). 1926 schenkte Frederic Clay Barlett das Bild dem Art Institute of Chicago.

## Literatur

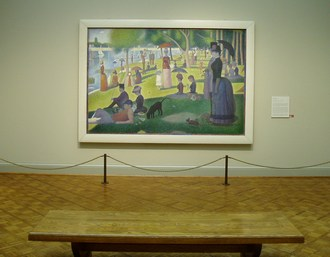
Das Gemälde im Art Institute of Chicago